# Ignacio Jara
Ignacio Andrés Jara Vargas (11 febbraio 1997) è un calciatore cileno, centrocampista del Colo-Colo.

## Caratteristiche tecniche
È un esterno destro.

## Carriera

### Nazionale
Con la nazionale cilena Under-20 ha preso parte al campionato sudamericano 2017.